# Beautiful Days (Youjeenの曲)
「Beautiful Days」（ビューチフル・デイズ）は、Youjeenの3枚目のシングルである。2001年10月3日発売。

## 概要
アルバム『THE DOLL』からのシングルカット。前作から約3か月ぶり、アルバムから2か月ぶり。
M-1「Beautiful Days」はANB系「ビートたけしのTVタックル」のエンディングテーマ。
M-2「Love,falling into pieces」、M-3「Beautifuldays」（English Version）はアルバム未収録である。M-4「SEAGULL」は初自作のみ作詞・作曲。

## 収録曲
編曲：J
1. Beautiful Days
  - 作詞・作曲：J・Youjeen
  - ANB系「ビートたけしのTVタックル」エンディングテーマ
2. Love, falling into pieces
  - 作詞：Youjeen・J
  - 作曲：フランツ・ストール
3. Beautiful Days [ENGLISH VERSION]
  - 作詞・Youjeen・3+3
  - 作曲：J・Youjeen
4. SEAGULL
  - 作詞・作曲：Youjeen